# Screamadelica
Screamadelica is het derde studioalbum van de Schotse alternatieve-rockband Primal Scream. Het was het album waarmee de band doorbrak en een commercieel succes werd. Het album werd in september 1991 in Engeland uitgegeven door Creation Records en in de Verenigde Staten in oktober 1991 door Sire Records. Screamadelica piekte dertig weken lang op de achtste plaats bij de UK Albums Chart in 1991. Met het album won Primal Scream de eerste Mercury Music Prize, uitgereikt in 1992.
De nummers van het album hebben een aanzienlijk ander geluid dan de eerder uitgegeven nummers, die vooral in de hoek van de indiepop zaten, geïnspireerd door de steeds populairder wordende housemuziek. Het album bevat echter meerdere soorten muziek, waaronder ook dub en gospelmuziek. Andrew Weatherall voegde zich toe aan de band als house-diskjockey samen met Terry Farley. Het gelijknamige dancenummer Screamadelica verscheen niet op dit album, maar op de ep Dixie-Narco EP. De band kende een grote doorbraak met het op Screamadelica verschenen nummer "Movin' on Up", die de tweede plaats bereikte in de hitlijst Alternative Songs.
De albumhoes is ontworpen (geschilderd) door de kunstenaar van Creation Records, Paul Cannell. Royal Mail, het toenmalige Britse staatspostbedrijf, koos tien achtereenvolgende albumhoezen van Primal Scream, waaronder de hoes van Screamadelica, om die op postzegels te plaatsen.

## Tracklist
Alle muziek en teksten zijn geschreven door Bobby Gillespie, Andrew Innes en Robert Young, met uitzondering van "Slip Inside This House", geschreven door Roky Erickson en Tommy Hall. 
| Nr. | Titel                                             | Duur  |
| --- | ------------------------------------------------- | ----- |
| 1.  | Movin' on Up                                      | 3:47  |
| 2.  | Slip Inside This House                            | 5:14  |
| 3.  | Don't Fight It, Feel It                           | 6:51  |
| 4.  | Higher Than the Sun                               | 3:36  |
| 5.  | Inner Flight                                      | 5:00  |
| 6.  | Come Together                                     | 10:21 |
| 7.  | Loaded                                            | 7:01  |
| 8.  | Damaged                                           | 5:37  |
| 9.  | I'm Comin' Down                                   | 5:59  |
| 10. | Higher Than the Sun [A Dub Symphony in Two Parts] | 7:37  |
| 11. | Shine Like Stars                                  | 3:45  |